# Lofoten
Lofoten egy szigetcsoport és hagyományos régió Norvégia északi részén, Nordland megyében. Bár a sarkkörön belül fekszik, olyan meleg időszakai vannak, amelyek rekordszintű hőmérsékleti anomáliát képviselnek a szélességi körön.

## A név eredete
A Lofoten név eredetileg Lofotr volt: a lo jelentése „hiúz”, fotr pedig lábat jelent – a „hiúzláb” nevet a szigetek látképük miatt kaphatták. Lofotr eredetileg csak Vestvågøy szigetének a neve volt, de aztán az egész szigetláncot is ezen a néven kezdték el emlegetni. Egy másik használatos név a Lofotveggen, aminek jelentése szó szerint „hiúzlábfal”. Ha ugyanis valaki Bodø felől tekint a szigetláncra egy magas pontról, egybefüggőnek tűnő, mintegy száz kilométer hosszú és 800-1000 méter magas falat lát.

## Földrajza, természeti környezete

Lofoten és északra Vesterålen kerület

Lofoten a 67. és a 68. északi szélességi fokok közt helyezkednek el. A szigetcsoport természeti szépségeiről, változatos élővilágáról híres, hagyományos iparága a halászat.
Lofotenhez Vågan, Vestvågøy, Flakstad, Moskenes, Værøy és Røst községek tartoznak.
Fő szigetei északról dél felé haladva: 
- Hinnøya déli része
- Austvågøy (526,7 km² é. sz. 68° 20′, k. h. 14° 40′68.333333°N 14.666667°E),
- Gimsøya (46,4 km² é. sz. 67° 18′, k. h. 14° 11′67.300000°N 14.183333°E),
- Vestvågøy (411,1 km² é. sz. 68° 10′, k. h. 13° 45′68.166667°N 13.750000°E),
- Flakstadøya (109,8 km² é. sz. 68° 05′, k. h. 13° 20′68.083333°N 13.333333°E),
- Moskenesøya (185,9 km² é. sz. 67° 55′, k. h. 13° 00′67.916667°N 13.000000°E),

még délebbre pedig Værøy (é. sz. 67° 40′, k. h. 12° 40′67.666667°N 12.666667°E) és Røst (é. sz. 67° 37′, k. h. 12° 07′67.616667°N 12.116667°E) kicsi, különálló szigetei.
Lofoten teljes szárazföldi területe 1227 km², lakossága 24 500 fő.
A szigetcsoport és a tőle keletre fekvő kontinens közt helyezkedik el a nagy nyíltvízi Vestfjord, északra Vesterålen kerület. Lofoten fontosabb városai: Leknes Vestvågøyön és Svolvær Våganban. A szigetek látképére a hegycsúcsok, sziklák, védett öblök jellemzők. Legmagasabb hegye az 1161 méter magas Higravstinden Austvågøyön. A dagályforgók híres rendszere, a Moskstraumen Nyugat-Lofotenen helyezkedik el: a maelström örvények mintapéldája és névadója.
A tenger Lofotennél bővelkedik az életben. Itt van a világ legnagyobb mélytengeri korallágya, a 40 kilométer hosszan elnyúló Røst, Røst önkormányzattól nyugatra. A szigetcsoporton sok tengeri sas és kormorán, illetve egyéb tengeri madarak milliói élnek. Sok a vidra és Austvågøyön rénszarvasok is élnek.

## Éghajlata

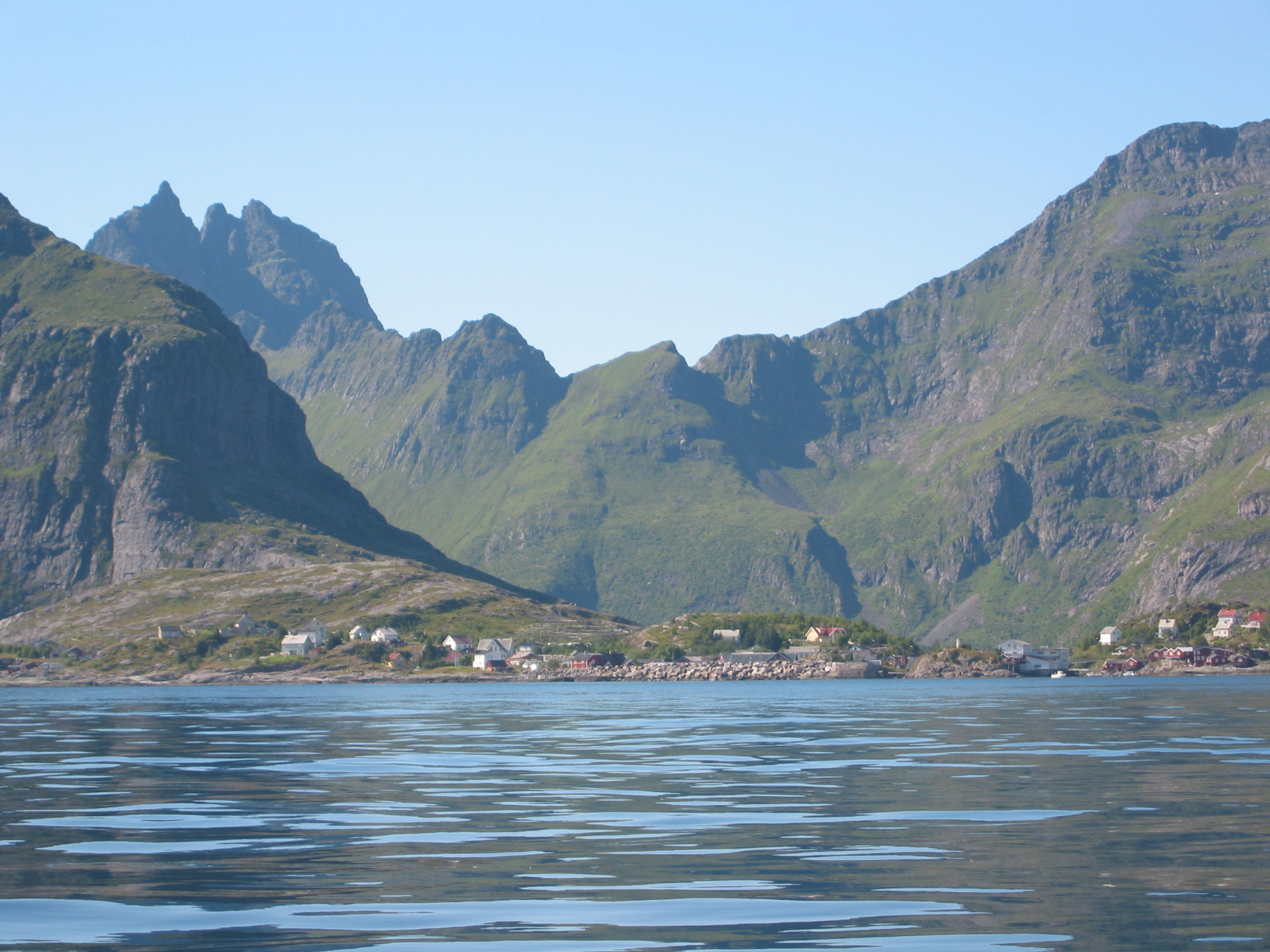
A település és hegyek Lofotenen

A tél Lofotenen a sarkkörön túli fekvéséhez mérten nagyon enyhe és ennél nagyobb pozitív hőmérsékleti anomália a szélességi fokhoz képest nincs is a Földön.  Røst és Værøy a bolygó legészakabbra fekvő területei, ahol egész évben fagypont felett van az átlaghőmérséklet.  Lofoten északkeleti része valamivel hűvösebb: Svolværben a januári átlaghőmérséklet −1,5 °C, júliusban és augusztusban 13 °C.
A legszárazabb a hónapok közül május és június, októberben ezekhez képest átlagban háromszoros mennyiségű a csapadék.  A tipikus hőmérséklet Lofotenen napközben májusban 9 °C, júliusban 15 °C, szeptemberben 11 °C.  Késő ősszel és tél elején gyakran erős szelek érkeznek, március vége és október közepe közt azonban ritkák.  Az enyhe telek ellenére a hó és a havas eső nem ritka és a hegyeken jelentős mennyiségű hó halmozódhat fel.
Svolværben a nap folyamatosan a horizont felett van május 25. és július 17. között, télen viszont december 4. és január 7. között nem kel fel. Leknesben május 26. és július 17. közt van a horizont fölött és december 9. és január 4. közt alatta.

## Története

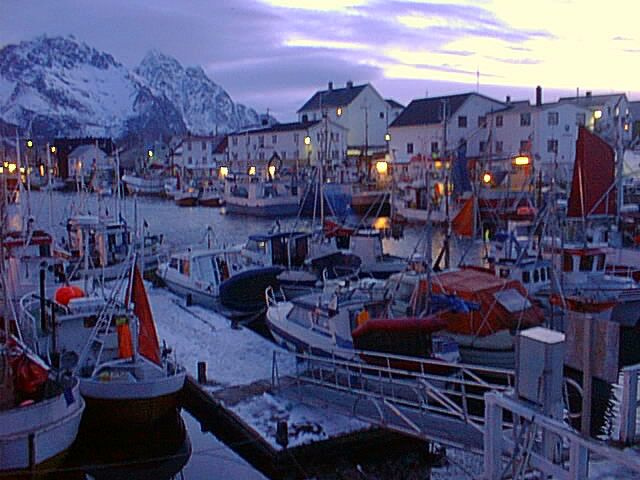
Henningsvær, halászfalu Lofotenen a halászszezonban (2001. április)

Vågar Észak-Norvégia első ismert városa. A korai viking korban már biztosan létezett, de lehet, hogy jóval korábban is, a mai Kabelvåg falu közelében Vågan önkormányzat területén. (A viking kori leleteket bemutató Lofotr múzeum mégsem itt, hanem a vestvågøyi Borg közelében kapott helyet.)
A szigetek már több, mint ezer éve a tengeri tőkehalhalászat fontos központja. A nagy halászatokra főleg télen kerül sor, amikor a tőkehalak tömegesen délre vándorolnak a Barents-tengerről Lofotenhez ívni. Az itt kifogott hal exportjának központja sokáig a dél-norvégiai Bergen volt, főleg abban az időben, amikor a balti-tengeri kereskedelmet a Hanza-szövetség uralta (13-17. század). Az alacsonyabban fekvő lofoti területeken, különösen Vestvågøyben már a bronzkor óta fontos szerepet játszik a mezőgazdaság is.
1941 márciusában a szigeteket a brit Combined Operations kommandóscsapatai rohanták le a Claymore-hadművelet keretében, karácsonykor pedig újabb inváziót éltek át a szigetek, az Anklet-hadműveletet, amely a Vågsøyben lévő német állások elleni nagyobb Archery-hadműveletet fedezte.

## Közlekedés

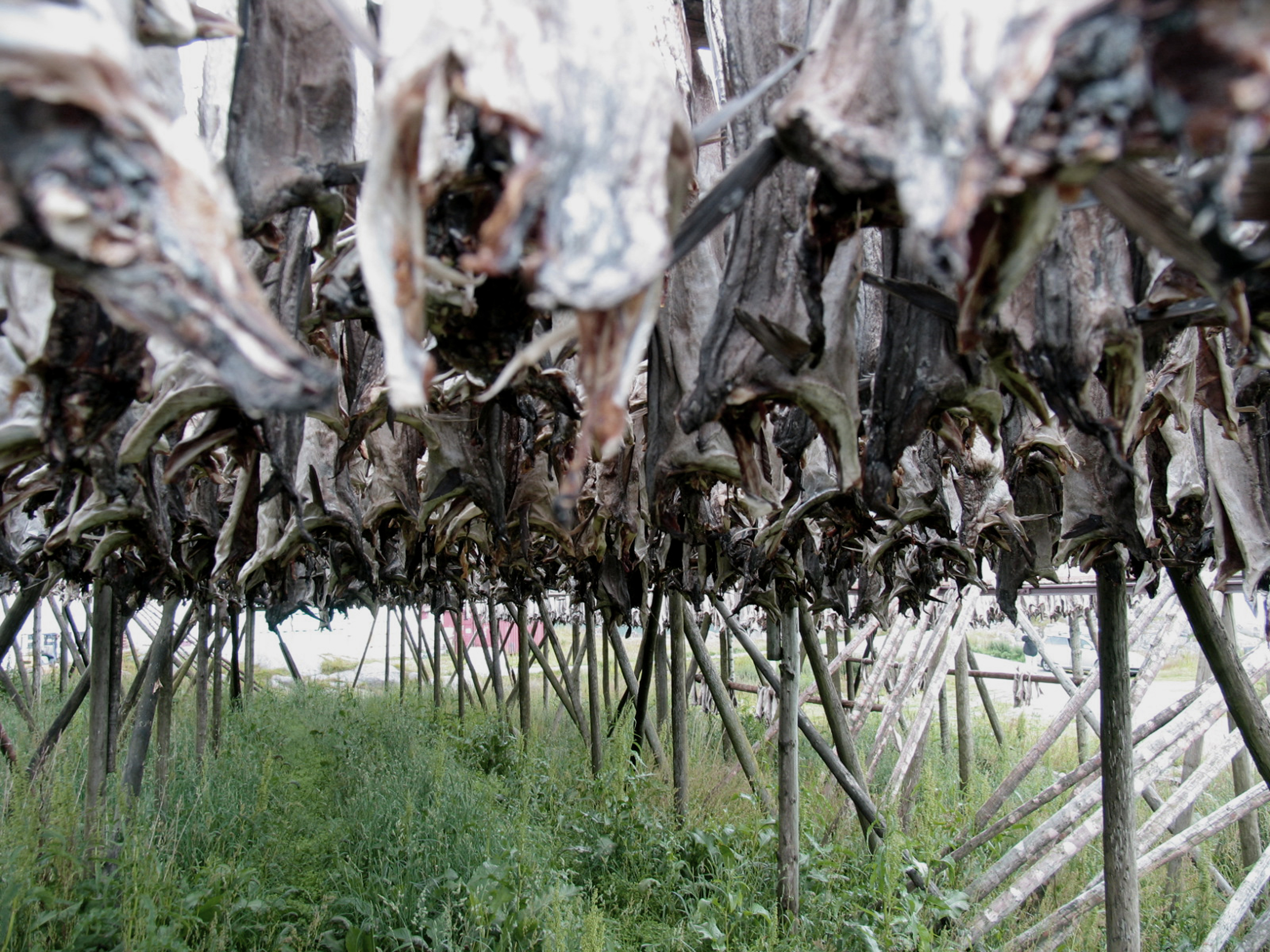
Hagyományos tőkehalszárítás Lofotenen

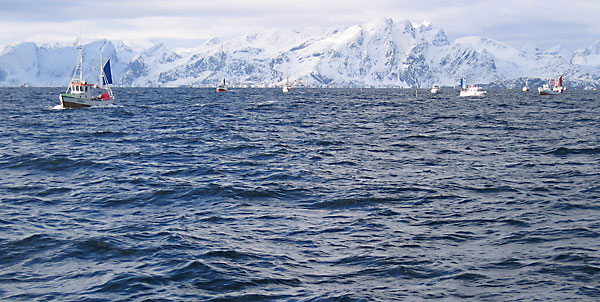
Atlanti csukára (skrei) halászó kis hajók Flakstad szigetnél (2005. március).

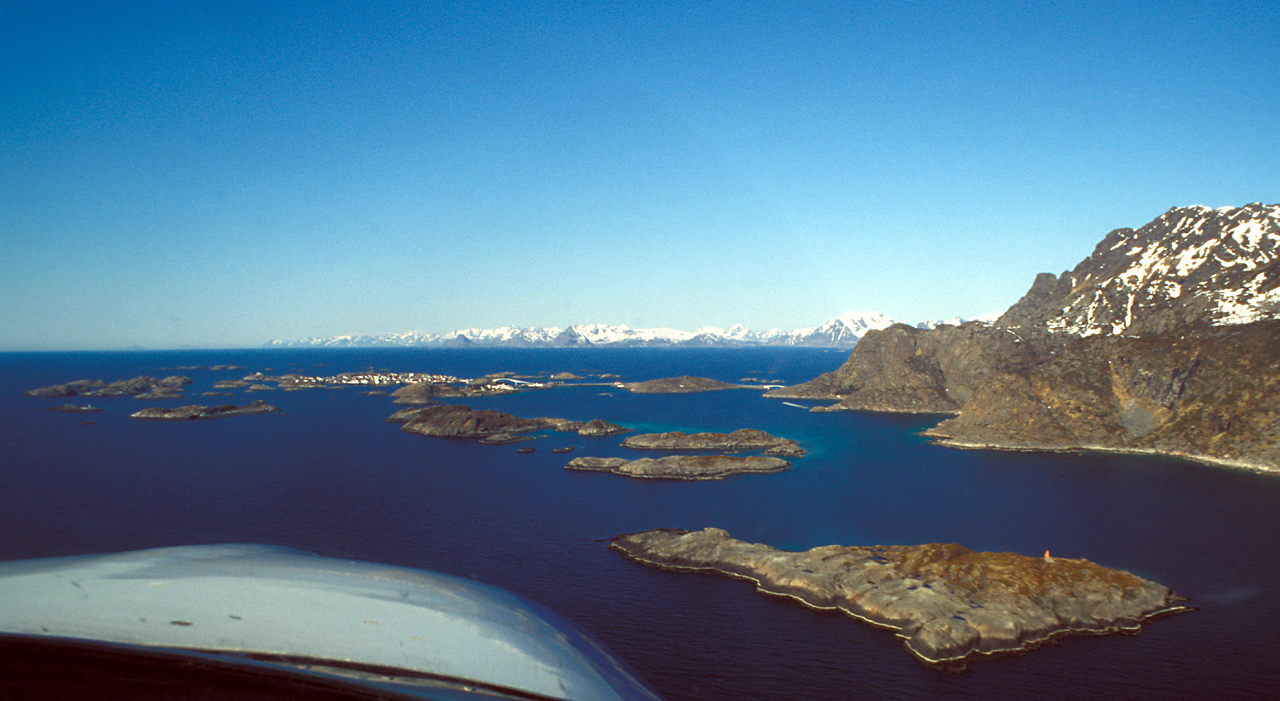
Lofoten délről, a levegőből, 1996 májusában

A szigetcsoportnak három kis repülőtere van, amelyek főképp Bodøvel kötik össze: Svolvær repülőtér, Leknes repülőtér és Røst repülőtér. Værøynek helikopterkikötője van. A közeli Vesterålenben van a Stokmarknes repülőtér, a szintén közeli Harstad/Narvik repülőtérről pedig közvetlen járatok indulnak olyan távoli úticélokra is, mint Oslo és Trondheim.
A Lofotenre utazók számára gyakori átszállóhely Bodø, ahonnan nem csak repülőjáratok indulnak a szigetcsoportra, hanem komp is a Lofotenen lévő Moskenesbe. Kompjárat van Svolvær és a Hamarøyben lévő Skutvik közt is, összeköttetéssel az E6-os úttal. A Hurtigruten hajójáratok is megállnak Svolværben és Stamsundban, és az előbbit katamarán járatok is összeköti Narvikkal.
A Lofotent szolgáló fő közút az E10-es európai út, amely Å településről indul, majd Svolvær, Lødingen és Evenes érintésével teremt kapcsolatot Narvik és Svédország felé. Korábban az útvonal 30 km-rel hosszabb volt, Melbu és Fiskebøl között kompátkeléssel, de a 2007-ben elkészült Lofast nevű út jelentősen lerövidítette és meggyorsította a közlekedést, kiváltva a kompot és a lassú belterületi szakaszokat.

## Sziklamászás, kerékpározás
Lofoten hegyeit alpesi stílusú gerinceik, csúcsaik és gleccsereik vonzóvá teszik a hegy- és sziklamászás kedvelői számára, bár az itteni hegyek nem emelkednek 1200 méternél magasabbra. A legfontosabb hegymászóközpont Henningsvær Austvågøyán. A hegymászók leggyakrabban Austvågøya és Moskenesøya hegyeit választják.
A szigeteknek kiterjedt kerékpárúthálózata van, többnyire a partok mentén, de akadnak 3-400 méteres emelkedők is. Ballstad és Nusfjord között külön kompjárat jár, hogy a biciklisek elkerülhessék a hosszú és meredek Nappstraum alagutat.

## A kultúrában
A helyi halászok 19. századi küzdelmes életét mutatja be Johan Bojer (1872–1959) norvég író A tenger fiai című könyvében.

## Külső hivatkozások
- Komlós Attila: A Lofot-szigetek - Hetedhéthatár